# In the Black
In the Black — пятый студийный альбом женской метал-группы Kittie, выпущен 15 сентября 2009 года. Это первый альбом группы после подписания контракта с E1 Music и с басисткой Ivy Vujic. Группа сняла три клипа на песни «Cut Throat», «Sorrow I Know» и «Die My Darling».

## Список композиций
1. «Kingdom Come» — 1:29
2. «My Plague» — 3:05
3. «Cut Throat» — 2:55
4. «Die My Darling» — 2:46
5. «Sorrow I Know» — 3:30
6. «Forgive and Forget» — 3:44
7. «Now or Never» — 2:35
8. «Falling Down» — 3:08
9. «Sleepwalking» — 3:17
10. «Whiskey Love Song» — 4:29
11. «Ready Aim Riot» — 3:13
12. «The Truth» (Feat. Justin Wolfe of Thine Eyes Bleed) — 6:42
13. «The Only» (Bonus Track) — 5:20